# Julien Prétot
Pour les articles homonymes, voir Prétot.
Julien Prétot, né le 18 septembre 1891 à Besançon (Doubs) et mort au combat le 7 septembre 1944 dans la même ville, est un ouvrier du bâtiment et résistant français,.
Originaire d'une famille d'horlogers-monteurs de boites, Julien Prétot est un plâtrier-couvreur fraichement marié. Alors que la Libération de Besançon s'amorce, il s'engage auprès de la 7e compagnie FFI où il meurt dans un accrochage avec l'ennemi près de la forêt de Chailluz. Il obtient des obsèques nationales le 11 septembre à l'Institution Saint-Joseph, est reconnu mort pour la France le 3 octobre 1949,, alors qu'à Besançon son nom figure à Notre-Dame de la Libération, au monument aux morts, sur la stèle commémorative 1939-1945, ainsi que sur le livre d’or des Habitants de Besançon morts pour la France.